# USS Hill (DE-141)
USS Hill (DE-141) là một tàu hộ tống khu trục lớp Edsall từng phục vụ cùng Hải quân Hoa Kỳ trong Chiến tranh Thế giới thứ hai. Nó là chiếc tàu chiến duy nhất của Hải quân Hoa Kỳ được đặt cái tên này, theo tên Thượng sĩ Edwin Joseph Hill (1894-1941), người phục vụ trên thiết giáp hạm Nevada (BB-36), đã tử trận trong cuộc tấn công Trân Châu Cảng ngày 7 tháng 12, 1941 và được truy tặng Huân chương Danh dự. Nó đã phục vụ cho đến khi chiến tranh kết thúc, xuất biên chế năm 1946, rồi bị bán để tháo dỡ vào năm 1974.

## Thiết kế và chế tạo
Lớp Edsall có thiết kế hầu như tương tự với lớp Cannon dẫn trước; khác biệt chủ yếu là ở hệ thống động lực Kiểu FMR do được trang bị động cơ diesel Fairbanks-Morse dẫn động qua hộp số giảm tốc đến trục chân vịt. Đây là cấu hình động cơ được áp dụng rộng rãi trên tàu ngầm, được chứng tỏ là có độ tin cậy cao hơn so với lớp Cannon.
Vũ khí trang bị bao gồm ba pháo 3 in (76 mm)/50 cal trên tháp pháo nòng đơn có thể đối hạm hoặc phòng không, một khẩu đội pháo phòng không Bofors 40 mm nòng đôi và tám pháo phòng không Oerlikon 20 mm. Vũ khí chống ngầm bao gồm một dàn súng cối chống tàu ngầm Hedgehog Mk. 10 (có 24 nòng và mang theo 144 quả đạn); hai đường ray Mk. 9 và tám máy phóng K3 Mk. 6 để thả mìn sâu. Con tàu vẫn giữ lại ba ống phóng ngư lôi Mark 15 21 inch (533 mm), và được trang bị radar SC dò tìm không trung và mặt biển. Thủy thủ đoàn đầy đủ bao gồm 186 sĩ quan và thủy thủ.
Hill được đặt lườn tại xưởng tàu của hãng Consolidated Steel Corporation ở Orange, Texas vào ngày 21 tháng 12, 1942. Nó được hạ thủy vào ngày 28 tháng 2, 1943, được đỡ đầu bởi bà Edward Hill, vợ góa Thượng sĩ Hill, và nhập biên chế cùng Hải quân Hoa Kỳ vào ngày 16 tháng 8, 1943 dưới quyền chỉ huy của Hạm trưởng, Thiếu tá Hải quân G. R. Keating.

## Lịch sử hoạt động
Sau khi hoàn tất việc chạy thử máy huấn luyện tại khu vực Bermuda, Hill quay trở lại vùng bờ biển New England để tiến hành thử nghiệm chất nổ ngư lôi mới và thực hành huấn luyện. Khởi hành từ Hampton Roads vào ngày 5 tháng 12, 1943, nó hộ tống một đoàn tàu vận tải hướng sang Casablanca, Maroc thuộc Pháp ngang qua Ponta del Gada, Azores, rồi quay trở về Hoa Kỳ vào ngày 18 tháng 1, 1944. Trong một năm tiếp theo sau, chiếc tàu hộ tống khu trục tiếp tục thực hiện bốn chuyến hộ tống vận tải vượt Đại Tây Dương để đi đến các cảng Bắc Phi, vào giai đoạn lực lượng Đồng Minh tấn công trên bán đảo Ý và sau đó đổ bộ lên miền Nam nước Pháp. Trong chuyến đi thứ tư, nó tuần tra tại khu vực Nam Đại Tây Dương và ghé qua Bahia, Brazil và Cape Town, Nam Phi.
Sau các hoạt động tại khu vực biển Caribe trong tháng 2 và tháng 3, 1945, Hill đi đến Argentia, Newfoundland vào ngày 3 tháng 4, nơi nó hoạt động hộ tống vận tải và phục vụ canh phòng máy bay cho tàu sân bay hộ tống USS Mission Bay (CVE-59). Sau khi chiến tranh kết thúc tại Châu Âu, nó được sửa chữa tại New York trước khi tham gia thực hành huấn luyện, rồi lên đường đi sang vùng biển Caribe vào ngày 2 tháng 7. Chiếc tàu hộ tống khu trục được phái sang khu vực Mặt trận Thái Bình Dương hai tuần sau đó, băng qua kênh đào Panama; tuy nhiên lúc nó đang trên đường hướng sang quần đảo Hawaii, Nhật Bản đã chấp nhận đầu hàng vào ngày 15 tháng 8, giúp chấm dứt vĩnh viễn cuộc xung đột. Sau khi đi đến Trân Châu Cảng, nó quay mũi để trở lại vùng bờ Đông Hoa Kỳ.
Sau hành trình đi ngang qua San Pedro, Los Angeles, kênh đào Panama và Charleston, South Carolina, Hill về đến Green Cove Springs, Florida vào ngày 27 tháng 10. Con tàu được cho xuất biên chế tại đây vào ngày 7 tháng 6, 1946, và được đưa về Hạm đội Dự bị Đại Tây Dương. Tên nó được cho rút khỏi danh sách Đăng bạ Hải quân vào ngày 1 tháng 10, 1972, và con tàu sau cùng bị bán để tháo dỡ vào ngày 18 tháng 1, 1974.

## Phần thưởng
Nguồn: Navsource Naval History
|  |  |  |

| Huân chương Chiến dịch Hoa Kỳ | Huân chương Chiến dịch Châu Âu-Châu Phi-Trung Đông | Huân chương Chiến thắng Thế Chiến II |